# Farid Simaika
Farid Simaika (en arabe : فريد سميكة, né le 12 juin 1907 à Alexandrie et mort le 11 septembre 1943) est un plongeur égyptien.
Il remporte deux médailles lors des Jeux olympiques d'été de 1928 à Amsterdam. Comme il a obtenu à l'épreuve de la plateforme de haut-vol plus de points que Pete Desjardins, le concurrent américain, les organisateurs lui remettent la médaille d'or et hissent le drapeau égyptien, avant que le jury ne s'aperçoive de son erreur et réattribue la victoire au plongeur américain mieux classé que lui. L'avion qu'il pilote est abattu à Macassar en 1943. Il est déclaré mort en 1945. C'est un copte, naturalisé américain en 1942 et engagé dans l'United States Air Force.